# Woreda
Woreda (también escrito wereda) es el nombre que reciben las circunscripciones administrativas, o gobiernos locales, en que se dividen las regiones de Etiopía; son equivalentes a un distrito. Los woredas se componen de una serie de Kebele, o asociaciones de vecinos, equivalentes a una municipalidad, y constituyen la unidad más pequeña del gobierno local en Etiopía. Los woredas suelen ser recogidos en zonas, que forman un kilil (administración regional); algunos woredas no forman parte de ninguna zona, y se llaman woredas Especiales, que funcionan como entidades autónomas.
Aunque algunos woredas, como instituciones, se remontan a los primeros tiempos, como por ejemplo, el Woreda especial de Yem, el woreda de Godere y el de Goma, los cuales conservan las fronteras de los reinos que fueron absorbidos en Etiopía. A se vez, las ex-provincias de Etiopía también se dividieron en woredas. No obstante, muchos de ellos son de reciente creación. A partir de 2002, se les otorgó mayor autoridad a los woredas se aprobó, transfiriéndose los presupuestos desde los gobiernos regionales.

## Woredas por región y zona
- Zonas y woredas de la región Afar
- Zonas y woredas de la región Amhara
- Zonas y woredas de la región Benishagul-Gumaz
- Zonas y woredas de la región Gambela
- Zonas y woredas de la región Oromia
- Zonas y woredas de la región Somalí
- Zonas y woredas de la región de los Pueblos del Sur
- Zonas y woredas de la región Tigray

## Enlaces relacionados
- Organización territorial de Etiopía

- Datos: Q690840
- Multimedia: Districts of Ethiopia / Q690840